# Lars y el misterio del portal
Lars y el misterio del portal es una película de animación 3D de origen peruano, escrita y dirigida por el cineasta Eduardo Schuldt. La película fue estrenada originalmente el 6 de octubre de 2011.

## Producción
La producción duró dos años y medio, a cargo de Eduardo Schuldt, quién también ha dirigido otras películas animadas como El delfín y Piratas en el Callao. 

## Argumento
Lars, un chico de 12 años ingresa a una nueva escuela, donde hay perros fosforecentes a pesar de estar solo reconoce criaturas extrañas en ese lugar (Lars es un extraterrestre verde de muy mal genio), se une a un grupo de chicos de su edad (los chicos de su edad son ñoños raros) y empiezan a investigar lo que está sucediendo. Mientras tanto encuentra un Portal que los lleva a vivir experiencias inimaginables y su objetivo es salvar el mundo.
Lars en un chico de 12 años en la que es llevado a una nueva escuela, a pesar de estar solo reconoce criaturas extrañas, el encuentra perros fosforecentes, (Lars en un extraterrestre verde de muy mal genio), se une a otro grupo de chicos de su edad (los chicos de su edad son raros) y empiezan a investigar lo que está sucediendo. Mientras tanto encuentra un Portal que los lleva a vivir experiencias extraordinarias e inimaginables y su objetivo es salvar al mundo de los perros fosforescentes.